# 정치학자 목록
다음은 정치학자 목록이다.

## ㄱ
- 가브리엘 알몬드

## ㄴ
- 노먼 핑컬스틴
- 니콜라 드 콩도르세
- 니콜로 마키아벨리

## ㄷ
- 더글러스 노스
- 데이비드 이스턴

## ㄹ
- 라몬 류이
- 랠프 번치
- 로버트 길핀
- 로버트 앨런 달
- 로버트 저비스
- 로버트 코헤인
- 로버트 퍼트넘
- 루이스 캐럴

## ㅁ
- 마거릿 레비
- 마르코 타르키
- 마이클 왈처
- 마크 베버
- 맨슈어 올슨
- 모리스 뒤베르제

## ㅂ
- 베네딕트 앤더슨
- 빌프레도 파레토
- 빔라오 람지 암베드카르

## ㅅ
- 새뮤얼 P. 헌팅턴
- 스테인 로칸
- 스티븐 월트

## ㅇ
- 아런트 레이파르트
- 알렉산더 웬트
- 앤마리 슬로터
- 앤서니 기든스
- 앤서니 다운스
- 앨런 어브래머위츠
- 에드워드 핼릿 카
- 에리히 푀겔린
- 엘리너 오스트롬
- 욘 엘스터
- 우드로 윌슨
- 윌리엄 H. 라이커

## ㅈ
- 잭 레이턴
- 제임스 C. 스콧
- 조반니 사르토리
- 조지프 나이
- 존 롤스
- 존 미어샤이머
- 즈비그뉴 브레진스키

## ㅋ
- 칼 포퍼
- 케네스 왈츠
- 콘돌리자 라이스

## ㅌ
- 토머스 팽글

## ㅍ
- 파리드 자카리아
- 프랜시스 후쿠야마

## ㅎ
- 한스 모건소
- 해럴드 라스웰
- 허버트 사이먼
- 헨리 키신저

## 같이 보기
- 정치학